# Organy kościoła św. Michała w Hamburgu
Kościół św. Michała w Hamburgu ma cztery organy: organy główne (Steinmeyera) na emporze zachodniej oraz fernwerk na emporze bocznej, organy Marcussena na emporze północnej (tzw. koncertowej), tzw. organy bachowskie na emporze południowej i małe organy w krypcie. Całe instrumentarium, obsługiwane ze zbiorczego stołu gry, do 2020 r. zajmowało dziewiąte miejsce wśród największych organów Europy.

## Organy główne (Steinmeyera)

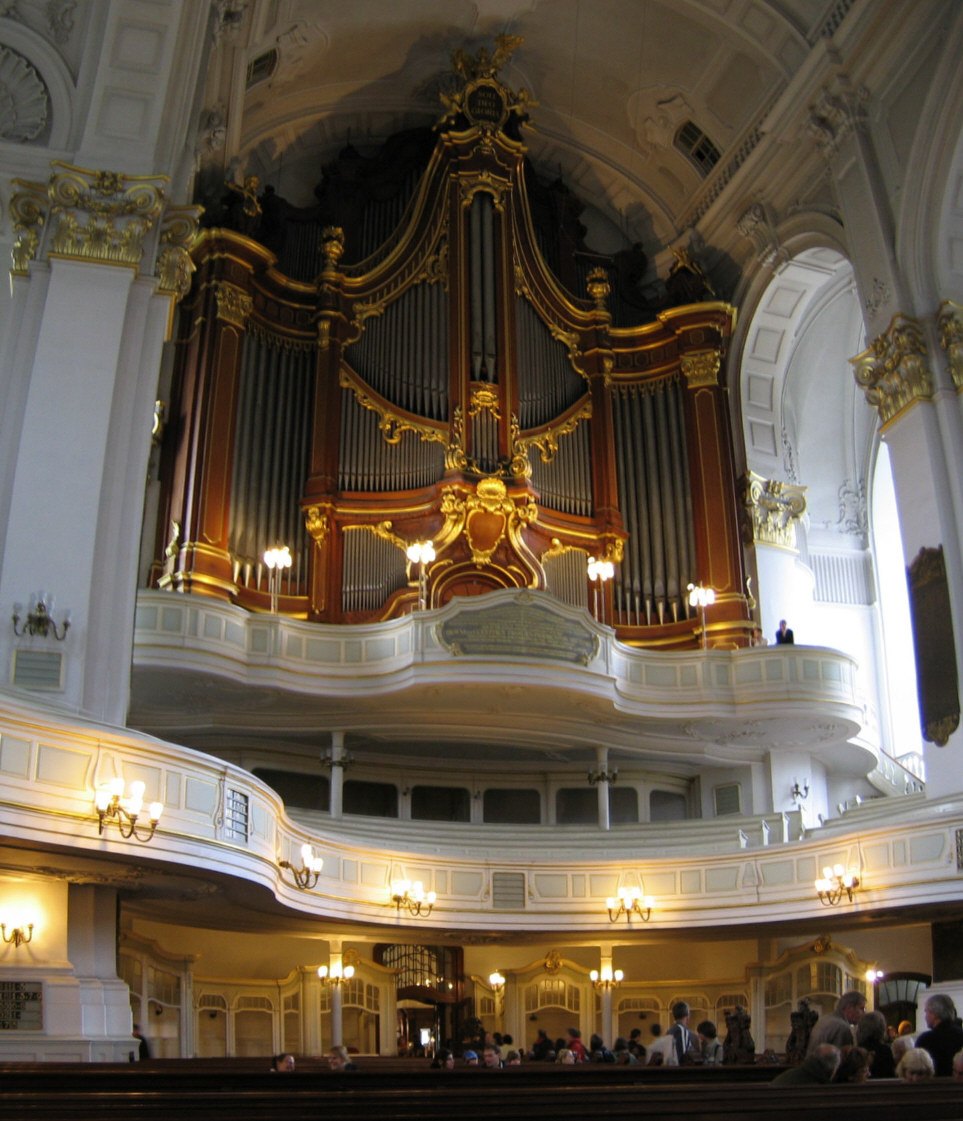
Organy Steinmeyera

Główne organy w kościele św. Michała mają własną historię. Zostały one zbudowane po pamiętnym pożarze z 1906 roku przez firmę E.F. Walcker. Miały 5 manuałów, pedał, 163 głosy i 12173 piszczałki i były największymi organami kościelnymi na świecie. Przepadły wskutek ciężkich zniszczeń w czasie drugiej wojny światowej.
W latach 1960–1962 zakład organmistrzowski G. F. Steinmeyer & Co. zbudował nowe organy główne. Zostały one zainaugurowane w marcu 1962.
Mają one 86 głosów podzielonych na 5 manuałów i pedał, 6665 piszczałek, mechaniczną trakturę gry i elektryczną trakturę rejestrową i należą do największych w Niemczech.
Organy te znajdują się za zachowanym prospektem organowym Walckera z 1912. Bogato dekorowany, nieznacznie zmieniony prospekt wypełnia całą emporę zachodnią, sięgając aż pod sklepienie. Jest on wolną kopią dawnego, barokowego prospektu J. G. Hildebrandta z 1768, który uległ zniszczeniu w wyniku pożaru w 1906.
Założony w 1847 przez Georga Friedricha Steinmeyera (1819-1901) zakład organmistrzowski G. F. Steinmeyer, z Oettingen należy do najbardziej renomowanych tego typu zakładów w Niemczech, a jego dzieła znane są od ponad 150 lat zarówno w kraju jaki za granicą.
Organy Steinmeyera stanowią wybitne osiągnięcie sztuki organmistrzowskiej swoich czasów, będąc, podobnie jak organy Marcussena na emporze północnej, swoistym pomnikiem w dziedzinie akustyki instrumentów.
Na skutek intensywnego używania przez ok. 40 lat swego istnienia instrument zaczął jednak wykazywać oznaki zużycia. Niektóre rozwiązania konstrukcyjne (m.in. zastosowane w trakturze) nie wytrzymały próby czasu. Potrzeba przeglądu i renowacji instrumentu stała się z biegiem czasu nieunikniona. Powołana w tym celu specjalna komisja w porozumieniu z zakładem organmistrzowskim Freiburger Orgelbau podjęła decyzję, iż restauracja organów włącznie z ich częściami składowymi (wiatrownice, piszczałki, układ zasilający, kształt prospektu i rozmieszczenie sekcji) będzie przebiegać z poszanowaniem zasad sztuki konserwatorskiej, a jedynie te elementy, których przywrócenie do stanu pierwotnego jest niemożliwe, zostaną zbudowane od nowa. W tym kontekście zadecydowano np. o wykonaniu abstraktów traktury mechanicznej z elementów drewnianych wskazując na trwałość i żywotność tego typu rozwiązań w innych instrumentach.
Organy Steinmeyera mają następującą dyspozycję:
| I. Positiv C–g3 | II. Hauptwerk C– g3 | III.Schellwerk C– g3 | IV. Kronwerk C– g3 | V. Brustwerk C– g3 | Pedal C– g1 |
| Quintadena 16′ Principal 8’ Spitzflöte 8’ Oktave 4’ Rohrflöte 4’ Nasat 22/3’ Oktave 2’ Flachflöte 2’ Mixtur 6–8fach 11/3’ Cimbel 3fach 1/6’ Fagott 16’ Trompete 8’ Vox humana 8’ Tremulant | Principal 16′ Oktave 8′ Quinte 51/3′ Oktave 4′ Quinte 22/3′ Oktave 2′ Cornett 5fach 8′ Mixtur 6–8fach 2′ Scharff 4fach 2/3′ Trompete 16′ Trompete 8′ Trompete 4′ | Bourdon 16’ Principal 8’ Violflöte 8’ Schwebung 8’ Oktave 4’ Flute travers 4’ Oktave 2’ Quinte 22/3’ Terz 13/5’ Septime 11/7’ Mixtur 4–6fach 11/3’ Bombarde 16’ Trompete 8’ Hautbois 8’ Clairon 4’ Tremulant | Hohlflöte 8’ Spitzgamba 8’ Principal 4’ Spitzflöte 4’ Nasat 22/3’ Oktave 2’ Gemshorn 2’ Oktave 1’ Terzian 2fach 13/5’ Scharff 6fach 1’ Regal 16’ Krummhorn 8’ Zinke 4’ Tremulant | Quintadena 8’ Gedackt 8’ Principal 4’ Blockflöte 4’ Oktave 2’ Quinte 11/3’ Sesquialtera 2fach 22/3’ Scharff 5–7fach 1’ Cimbel 2fach 1/3’ Dulcian 16’ Bärpfeife 8’ Schalmey 4’ Tremulant Zimbelstern | Principal 32′ Oktave 16′ Gemshorn 16′ Subbass 16’ (2009) Oktave 8′ Gedackt 8′ Oktave 4′ Koppelflöte 4′ Nachthorn 2′ Bauernflöte 1′ Hintersatz V 4′ Rauschpfeife 3fach 22/3′ Mixtur 6–8fach 2′ Posaune 32′ Posaune 16′ Dulcian 16′ Trompete 8′ Trechterregal 8′ Trompete 4′ Vox humana 4′ Singend Cornett 2′ |

- Połączenia: III/I, IV/I, V/I, I/II, III/II, IV/II, V/II, IV/III, V/III, V/IV, I/P, II/P, III/P, IV P, V/P
- Subkoppel III durchkoppelnd, 2009
- Superkoppel III durchkoppelnd, 2009
- Wspomaganie gry: setzer sterowany komputerowo.

## Fernwerk

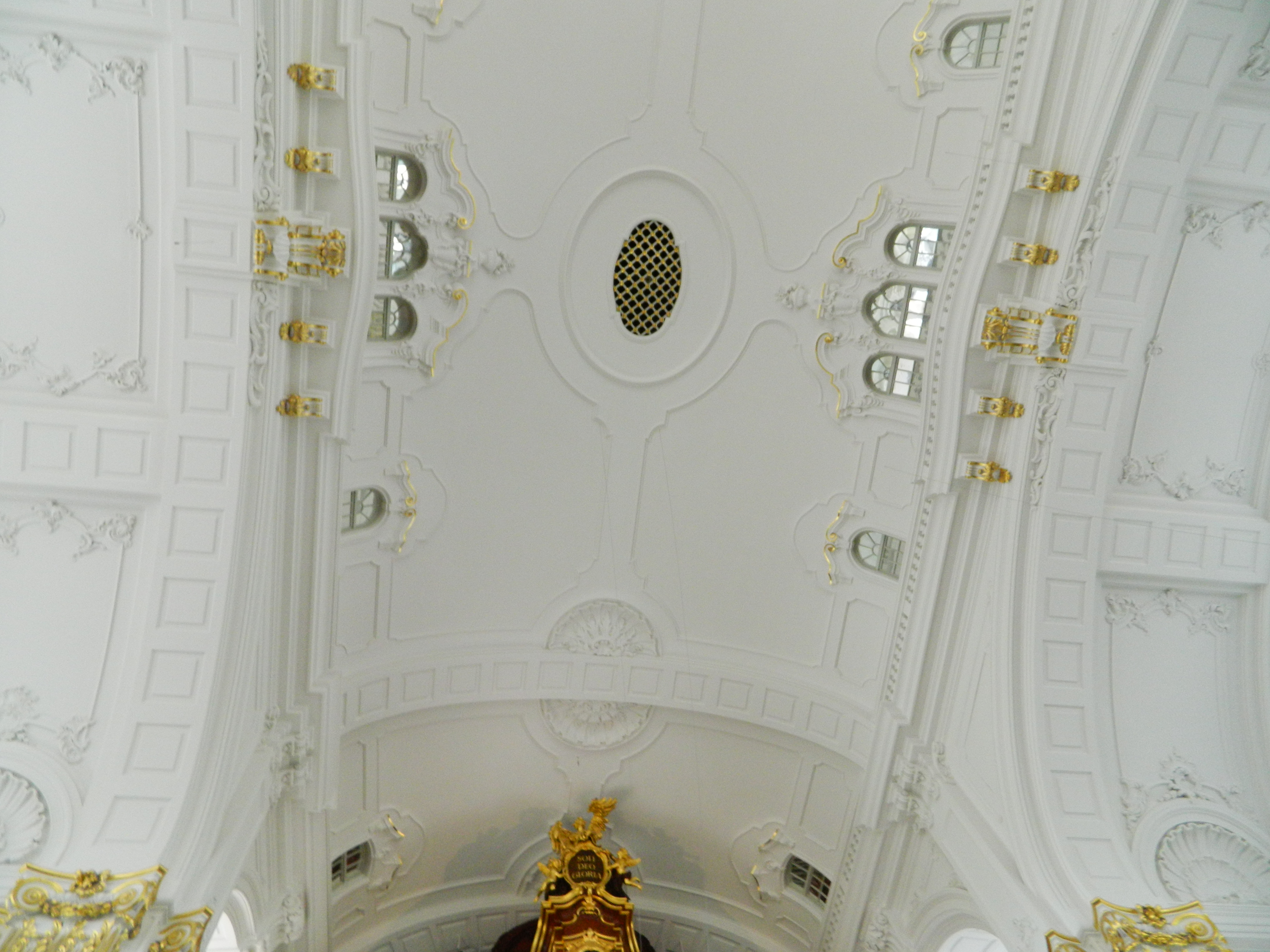
Otwór akustyczny fernwerku

Fernwerk pojawił się w kościele św. Michała po raz pierwszy ok. 1912. Umieszczony on był na poddaszu i połączony z wielkimi organami, zbudowanymi w 1912 przez Walckera, znajdującymi się w tym samym miejscu, w którym dziś są organy Steinmeyera (z zachowanym prospektem Walckera). Emisja dźwięku w pomieszczeniu dokonywała się poprzez długi, szeroki na 3,5 m kanał akustyczny i otwór w środku stropu kościoła; takie rozwiązanie zapewniało doskonałą jakość emitowanego dźwięku.
Budowanie fernwerków w wielkich kościołach ma długą tradycję, a po 1900 stało się coraz bardziej powszechne. Zakład organmistrzowski Walckera miał doświadczenie w budowie tego typu urządzeń, ponieważ już w 1904 zbudował w kościele miejskim w Esslingen fernwerk z wiatrownicą stożkową, zaopatrzony w 1911 w długi na 30 m kanał akustyczny z kartonu gipsowego z podwójnymi żaluzjami.
Fernwerk, szczególne dzieło o doskonałych walorach akustycznych i świetnie funkcjonujące w przestrzeni kościelnej, postanowiono przywrócić w ramach renowacji organów w 2009.
Zakłady organmistrzowskie Freiburger Orgelbau i Orgelbau Klais z Bonn budując nowy fernwerk w kościele św. Michała w 2009 świadomie nawiązywały do tradycji Walckera. Nowe dzieło wprawdzie nie miało być bezpośrednią kopią swego poprzednika, miało zapewniać jednak, podobnie jak on, doskonały dźwięk.
Fernwerk ma 17 głosów i następującą dyspozycję (według zamówienia):
| I. Manual C–c4 | II. Manual (wysokociśnieniowy) C– c4                                        | Pedal C– f1                                                                                            |
| Bordun 16' Principal 8' Tibia 8' II (głos labialny) Salicional 8' Echo Gamba 8' Schwebung 8' od c0 Fugara 4'3 Gemshorn 4'3 Harmonia aetheria 4f do c4 Horn 8' od gs3 | Principal 8' Gamba 8' Tuba 16' od c0(w połączeniu z Tuba 8') Tuba 8' od gs3 | Violon 16' C-H (głos kryty) Bordun 16' (transmisja z I. manuału) Violon 8' (w połączeniu z Violon 16') |

- superoktawa I. manuału rozbudowana do c5
- efekt specjalny rejestru: deszcz

## Organy koncertowe (Marcussena)

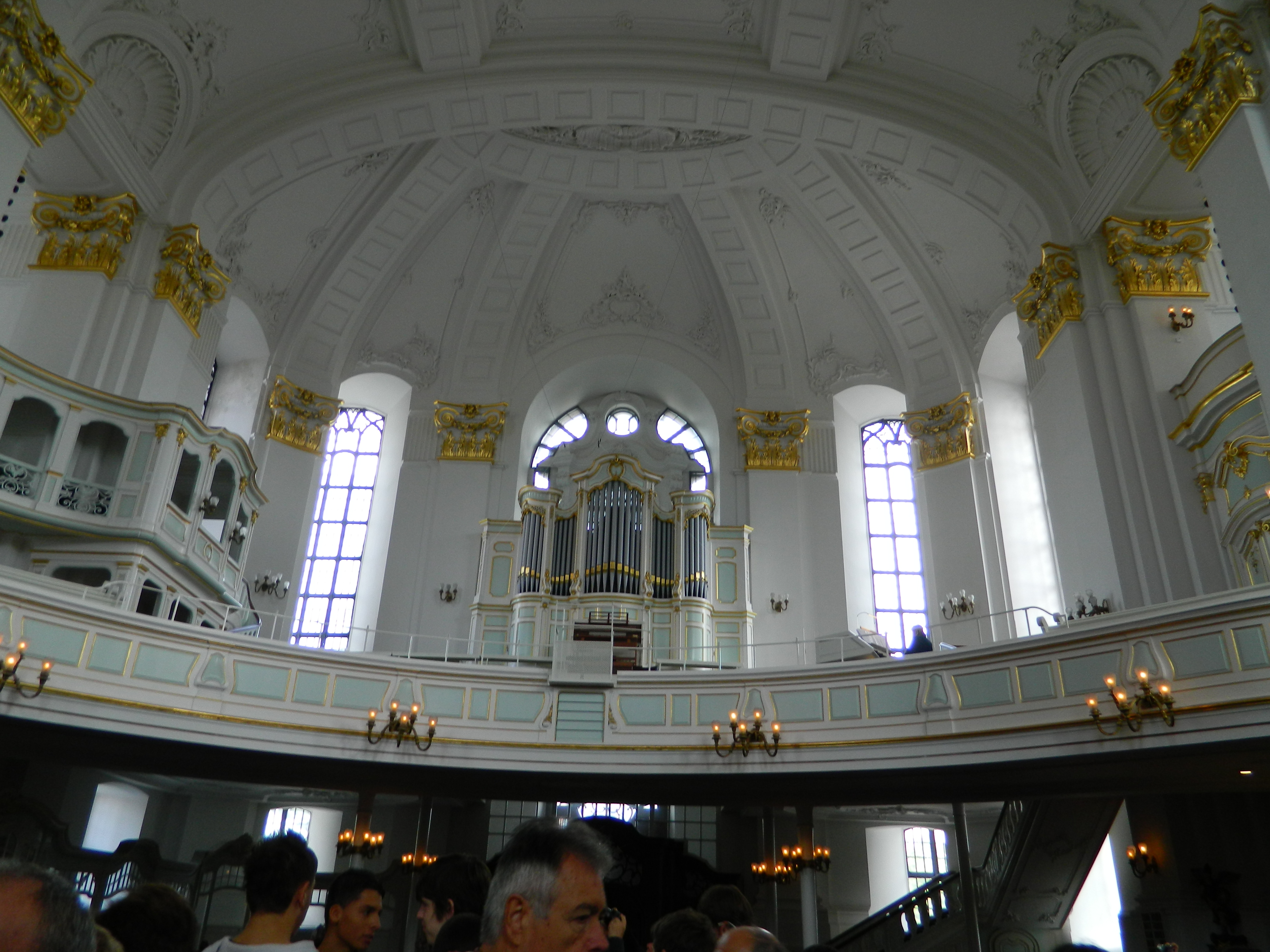
Organy Marcussena

Na bocznej, północnej emporze (tzw. koncertowej) znajduje się kolejne wielkie dzieło sztuki organmistrzowskiej w kościele św. Michała – tzw. organy koncertowe. Zostały one w zasadniczym zrębie zbudowane w 1914 przez renomowany duński zakład organmistrzowski Marcussen & Søn. Miały 42 głosy podzielone na 2 manuały i pedał, trakturę pneumatyczną i wiatrownicę kieszonkową.
Na przełomie lat 1950/1951 zakład organmistrzowski Eberhard Friedrich Walcker dokonał gruntownej przebudowy organów. Walcker usunął pierwotną pneumatykę instrumentu, zelektryfikował go, dodał trzeci manuał, zwiększył ilość głosów i zmienił dyspozycję organów. W takim stanie organy dotrwały do czasów dzisiejszych, choć ze względu na daleko idącą przebudowę ich pierwotna jednolitość z 1914 została w pewnej mierze utracona. Tym niemniej jeszcze dziś zauważyć można wysoką jakość wielu oryginalnych głosów z czasów Marcussena.
W trakcie gruntownej restauracji i rekonstrukcji organów koncertowych przeprowadzonych przez zakład organmistrzowski Orgelbau Klais z Bonn w 2009 wzięto pod uwagę względy akustyczne i techniczne, jako że chodziło o instrument będący ważnym dokumentem materialnym w historii hamburskich organów. Celem rekonstrukcji akustycznej było przywrócenie przestrzennego dźwięku zbliżonego do oryginalnego obrazu dźwiękowego.
Zachowano dużą część oryginalnej substancji organów jak: zestaw piszczałek, szafa organowa oraz wiatrownice. Dzięki analizie porównywalnych instrumentów i na podstawie księgi pamiątkowej z czasów budowy organów udało się zrekonstruować niezachowane elementy konstrukcyjne dzieła Marcussena (stół gry, niektóre głosy, pierwotną dyspozycję). Usunięto dodany przez Walckera trzeci manuał. Organy mają znowu własny pneumatyczny, dwumanuałowy stół gry.
Organy koncertowe mają następującą dyspozycję:
| I. Hauptwerk C– c4 | II. Schwellwerk C– c5 (c4) | Pedal C– f1 |
| Principal 8' Bordun 16' Doppelflöte 8' Gemshorn 8' Gamba 8' Dulcian 8' Rohrflöte 4' Oktave 4' Quinte 22/3’ Quintatön 4' Oktave 2' Mixtur Trompete | Liebl. Gedeckt 16' Konzertflöte 8' Vox coelestis 8' Principal 8' Salicional 8'Aeoline 8' Gedackt 8' Ladentrennung Querflöte 4' Oktave 4' Quintatön 8' Oktavflöte 2' Rauschquinte 2 2/3' Cornett IV-VI Oboe 8' | Prinzipal 16' C-f0 Geigenbass 16' Oktave 4' Posaune 16' Trompete 8' Subbass 16' Quinte 102/3’ Gedacktbass 8' Quinte 5 1/3' Oktavbass 8' Gedacktbass 16' (transmisja Liebl. Gedeckt 16' z II. manuału) |

## Organy Carla Philippa Emanuela Bacha

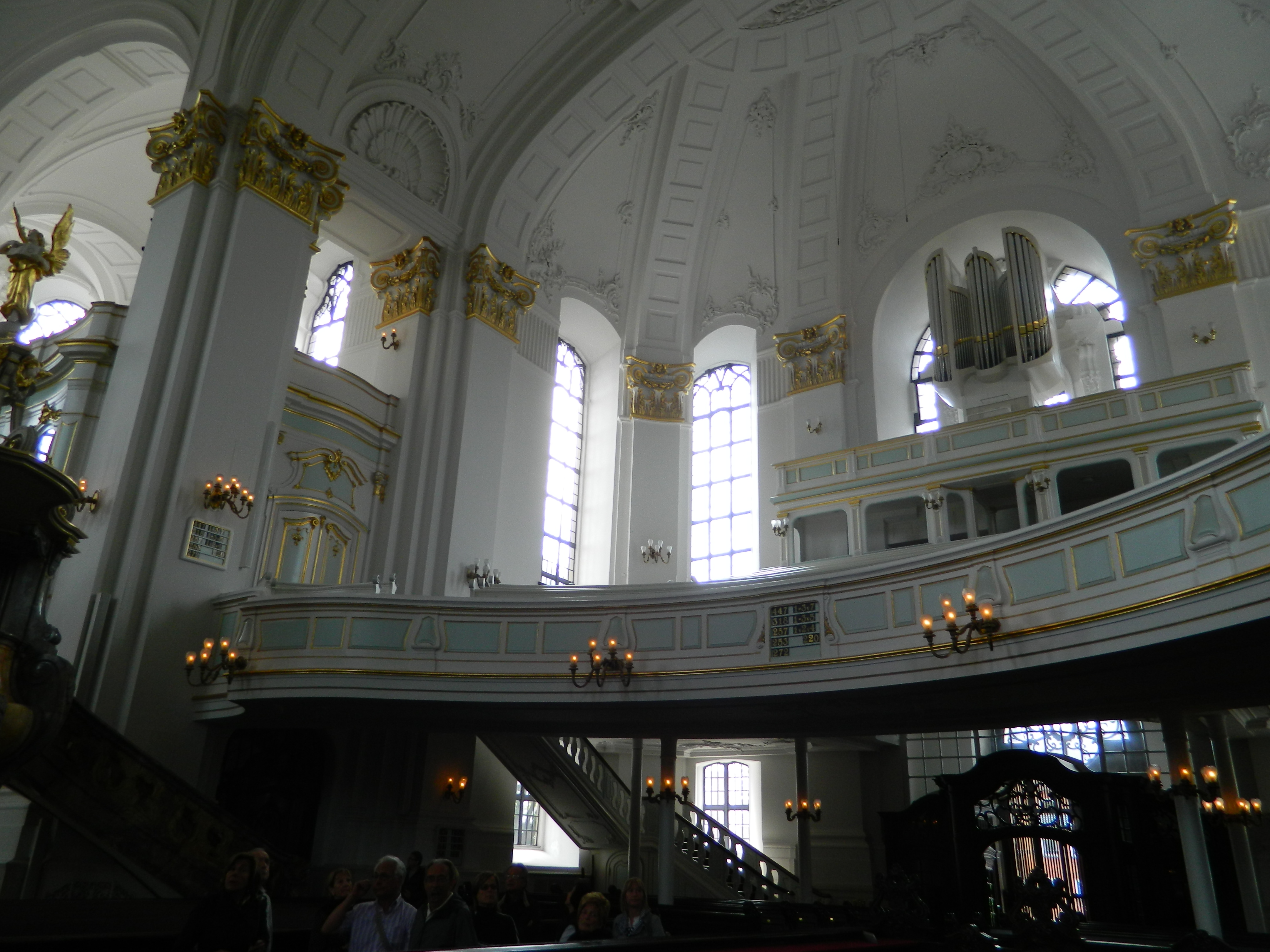
Organy Carla Philippa Emanuela Bacha

Nowe organy, tzw. organy Carla Philippa Emanuela Bacha mają zastąpić wcześniejsze organy w prezbiterium, które stały w pobliżu drzwi do zakrystii i musiały zostać usunięte, ponieważ swoim usytuowaniem przeszkadzały w sprawowaniu liturgii.
Nowe organy ulokowano na południowej, wyższej emporze, naprzeciwko organów Marcussena. Organy mają dyspozycję i brzmienie nawiązujące do epoki muzycznego baroku; chciano w ten sposób ożywić lokalne, bogate tradycje muzyczne. Na patrona organów nieprzypadkowo wybrano jednego z synów Johanna Sebastiana Bacha – Carla Philippa Emanuela Bacha, znanego również jako Bach hamburski, jako że w 1768 objął po swym ojcu chrzestnym, Georgu Philippie Telemannie prestiżowe stanowisko dyrektora muzyki kościelnej w pięciu głównych kościołach Hamburga. Uważano, iż wybór ten jest sensowny i pożądany nie tylko ze względu na pozycję Carla Philippa Emanuela Bacha jako wybitnego kompozytora ale też jako zasłużonego obywatela miasta Hamburga. Temu założeniu podporządkowano całą muzyczną koncepcję planowanych organów i ich stylistykę melodyczną.
Niewielkie organy bachowskie są, podobnie jak ich poprzednik, całkowicie samodzielne i niezależne od centralnego stołu gry, łączącego organy główne Steinmeyera i organy koncertowe Marcussena w jeden zespół wykonawczy.
Organy Carla Philippa Emanuela Bacha mają 11 głosów podzielonych na 2 manuały i pedał i następującą dyspozycję:
| I. Manual C–f3                                         | II. Manual C– f3                          | Pedal C– f1              |
| Principal 8′ Flöte 8′ Octave 4′ Octave 2′ Quinte 11/3’ | Gedackt 8′ Flöte 4′ Flöte 2′ Nazard 22/3’ | Subbass 16′ Offenbass 8′ |

## Organy w krypcie
Niewielki, romantyczny instrument zbudowany został przez organmistrza Johannesa Strebela w 1917. Strebel był uczniem, a następnie współpracownikiem tak renomowanych organmistrzów jak: Aristide Cavaillé-Coll, Ibach, Walcker i Steinmeyer. W 1884 rozpoczął w Norymberdze samodzielną działalność. Zbudował ok. 170 organów. Instrument Strebela w krypcie kościoła św. Michała został gruntownie odremontowany przez Freiburger Orgelbau w 2008 i wyposażony w przenośny, elektryczny stół gry. Remont sfinansowała para anonimowych ofiarodawców.
Odnowione organy zainaugurowano 9 października 2008, nadając im miano organów Felixa Mendelssohna Bartholdy’ego. Ustawiono je z przodu krypty, za specjalnie ukształtowaną ścianą.
Pomimo niewielkiej liczby głosów organy odznaczają się przyjemnym brzmieniem.
Organy w krypcie mają 7 głosów podzielonych na 2 manuały i pedał i następującą dyspozycję:
| I. Manual C–g3                                        | II. Manual C– g3                | Pedal C– d1 |
| Principal 8′ Viola di Gamba 8′ Hohlflöte 8′ Oktave 4′ | Liebl. Gedeckt 8′ Salicional 8′ | Subbass16′  |

Połączenia:
- Normalne: II/I, I/P, II/P,
- Subktawa dla manuałów: II/I
- Superoktawa dla manuałów: I/I, II/II